# Marie Josephine Mathilde Durocher
Marie Josephine Mathilde Durocher (París, 6 de enero de 1808 - Río de Janeiro, 25 de diciembre de 1893) ―popularmente conocida como A Madama― fue la más famosa partera de Río de Janeiro en el siglo XIX. Fue la primera mujer recibida como miembro de pleno derecho en la Academia Imperial de Medicina (en 1871).

## Biografía
Llegó a Brasil en agosto de 1816, a los siete años de edad, en el buque Dois Amigos con su madre, Anne Colette Durocher (nacida en Nancy), quien ―en el contexto del retorno absolutista que siguió a la derrota de Napoleón Bonaparte y al Congreso de Viena― fue abandonada por su esposo y partió para el Nuevo Mundo en busca de una nueva vida.
Su madre (según algunas fuentes, florista, según otras, costurera) ―apoyada por la comunidad francesa en Río de Janeiro― estableció una tienda de artículos femeninos y de mercería en la antigua Rua do Ourives, entre las ruas del Ouvidor y del Rosario. Ambas llevaron una existencia modesta. Josephine se casó con el comerciante francés Pedro David. La tienda no tenía éxito comercial. Su madre enfermó, y tras un largo padecimiento, falleció en noviembre de 1829. Su hija Josephine, que ayudaba a su madre como cajera, se vio al frente del establecimiento comercial. En julio de 1832 su esposo fue asesinado por error, dado que el criminal confundió la identidad de su víctima.

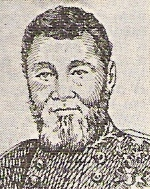
Josephine Durocher tomó clases particulares con el médico Joaquim Cândido de Soares.

Tuvo que buscarse una nueva profesión. Bajo la influencia de las parteras francesas madame Berthou y madame Pipar, sus amigas y huéspedes por cierto tiempo, decidió convertirse en matrona. Empezó a tomar clases particulares de obstetricia ―para convertirse en partera― con el médico de la corte del emperador, Joaquim Cândido de Soares (1797-1868).
Sin embargo, ese mismo año se decretó la Ley del 3 de octubre de 1832, que determinó la separación de las áreas en la enseñanza superior de salud, e impuso la implementación de cursos específicos separados de Medicina, Farmacia y Obstetricia. Desde entonces, nadie podría curar, tener una farmacia o asistir a partos sin haber estudiado en una de las dos escuelas de medicina que existían en ese entonces en Brasil.
Como resultado de la nueva ley, el año siguiente (1833) la recientemente creada Facultad de Medicina de Río de Janeiro instituyó el Curso de Partos, y Madame Durocher, naturalizada brasileña, viuda, madre de dos hijos (el mayor de nombre Vicente João Francisco), fue la primera y única persona que se matriculó. Se graduó al año siguiente (1834).

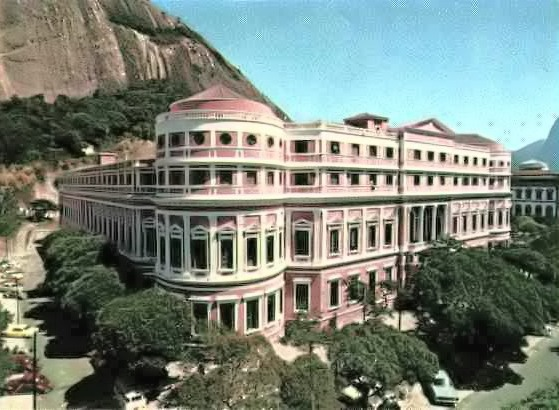
Facultad de Medicina, en Praia Vermelha (Río de Janeiro).

A finales de 1834, madame Durocher empezó a promocionar sus servicios en los periódicos cariocas, vestida con un aspecto andrógino: usaba botines de hombre, camisa, puños, collarines, corbata, falda larga, abrigo y sombrero negro de copa media. Ya en esa época era considerada «bizarra» por su conducta poco femenina. La historiadora María Lucia Mott señala que Durocher adoptaba este estilo porque en esa época, el ejercicio de la profesión médica era exclusivamente masculina, y utilizaba esas ropas para inspirar respeto. Además, como había carencia de maternidades en la ciudad, y la enfermería de la Santa Casa de Misericordia de Río de Janeiro se encontraba «en estado lastimoso» y parir allí «era aterrador» DuRocher acompañaba los nacimientos en la propia casa de las parturientas. A veces debía caminar por las calles en la noche cerrada, y los transeúntes la podían confundir con una prostituta:

Adotei um vestuário que não só me pareceu mais cômodo para os trabalhos da minha profissão, como mais decente e característico para a parteira.
Madame Durocher

Con competencia y profesionalismo adquirió un enorme renombre en la ciudad: en 60 años de actividad profesional atendió a unas 6000 parturientas. En esa época, Río de Janeiro ―capital del imperio― tenía 90 000 habitantes.
Madame Durocher atendía en varios barrios de la ciudad, sin hacer distinciones sociales, ya fueran esclavas, mujeres libres, o hasta las miembros de la nobleza brasileña. En 1865, el emperador Pedro II (1825-1891) la nombró «partera de la Casa imperial», y la contrató para asistir a su hija Leopoldina, que en mayo había sufrido un aborto espontáneo. Gracias a la ciencia de Durocher, diez meses después Leopoldina dio a luz a su primogénito ―el príncipe Pedro Augusto, quien se convertiría en el nieto preferido del emperador― el 19 de marzo de 1866.
Durocher dominaba las técnicas obstétricas más utilizadas en su tiempo, como la aplicación de fórceps, la «versión» (giro del feto durante el parto), la embriotomía (en casos de fallecimiento del feto), además de saber curar hemorragias y eclampsias (convulsiones de origen hipertensivo durante el embarazo), complicaciones que normalmente eran letales tanto para la parturienta como para el feto. Practicaba incluso la reanimación del recién nacido, restableciéndole la respiración.
Complementariamente, realizaba atención clínica en la salud ginecológica, cuidaba de la salud de los recién nacidos y hacía pericias médico-legales (casos de asalto indecente, desfloración, violación y otros). Aunque la práctica ginecológica estaba prohibida a cualquier persona que no tuviese el título de médico, Madame Durocher justificó estas atenciones explicando que muchas mujeres preferían morir antes que ser examinadas por un varón.
Durocher, como otras parteras de la época, tenía entre sus actividades: realizar partos; examinar las condiciones de las amas de leche, la virginidad de las chicas y dar "parecer" en exámenes médicos legales de mujeres; calcular la fecha probable del parto y cuidar a los recién nacidos, o sea, de forma general cuidaba de la salud de la mujer integralmente.
En 1849 publicó un folleto que explicaba cómo escoger una nodriza, y los cuidados sobre la lactancia. También dirigió un proyecto de inspección de nodrizas para la Cámara Municipal de Río de Janeiro.
Eventualmente tuvo que desempeñarse durante las epidemias de fiebre amarilla (en 1850) y de cólera (en 1855), que asolaron la ciudad.
En 1871 fue admitida en la Academia Imperial de Medicina, donde presentó varias observaciones acerca de la clínica dependiente de esta institución, sugerencias sobre políticas de salud pública, condenó o aprobó el uso de ciertos medicamentos, participó en comisiones y publicó más de veinte textos en la revista de la institución. Entre estos textos, se encuentra el artículo «Consideraciones sobre la clínica obstétrica», que se considera el estudio más completo sobre la práctica obstétrica en Brasil en el siglo XIX.
Políticamente era favorable al abolicionismo de la esclavitud.
El 8 de agosto de 1916, la Academia Nacional de Medicina estableció la medalla «Premio Madame Durocher».

## Obras[13]
- 1870: «Deve ou não haver parteiras?»
- 1870: «Do emprego do centeio espigado nos partos»
- 1870: «Medicina legal à vol d'oiseau em relação aos corpos de delito»
- 1871: «Ideias a condenar a respeito da emancipação»
- 1877: «Considerações sobre a clínica obstétrica». Río de Janeiro: «Revista da Academia Imperial de Medicina, 1887.
- 1877: «Do emprego abusivo do clorofórmio nos partos fisiológicos»
- 1881: «Um caso de contrações tetânicas do útero do 7º para o 8º mês de gravidez»
- 1883: «Considerações sobre os abcessos que atacam o sistema muscular durante o puerpério»
- 1883: «Reflexões sobre a eclâmpsia e as convulsões dos recém-nascidos»
- «Abcesso do sistema vascular no estado puerperal»
- «Ação abortiva do sulfato de quinino»
- «Cloral»
- «Inspeção das amas de leite»
- «O centeio espigado e a ergotina»
- «Considerações práticas sobre o centeio e a ergotina».[14] Río de Janeiro, sin datos.
- Resumo estatístico da clínica de partos de Mme. Durocher desde o mês de novembro de 1834 até novembro de 1848.